# Nemocón (ort)
Nemocón är en ort i Colombia.   Den ligger i departementet Cundinamarca, i den centrala delen av landet, 50 km norr om huvudstaden Bogotá. Nemocón ligger 2 854 meter över havet och antalet invånare är 5 466.
Terrängen runt Nemocón är huvudsakligen lite kuperad. Nemocón ligger uppe på en höjd. Runt Nemocón är det ganska tätbefolkat, med 58 invånare per kvadratkilometer. Närmaste större samhälle är Zipaquirá, 13,8 km väster om Nemocón. Omgivningarna runt Nemocón är en mosaik av jordbruksmark och naturlig växtlighet.